# Liburniens
Les Liburniens (en latin : Liburni, en grec : Libournoi) sont un peuple antique de la côte adriatique. Leur nom indo-européen semble provenir de leur habitat : en latin labrum signifie « lèvre, côte, littoral ». Ce nom a aussi été rapproché du nom des Libu : un des peuples de la mer qui envahirent l'Égypte à a fin du XIIIe siècle av. J.-C., qui a aussi donné le toponyme « Libye ». 

## Histoire
Ce peuple de marins habitait le littoral que les Romains appelaient Liburnia : une région côtière au nord-est de l’Adriatique, entre le fleuve Arsia (actuel Raša) en Istrie et le fleuve Titius (actuel Krka) en Croatie. Ils semblent être à l'origine des Istriens, des Giapides, des Carni et autres tribus illyriennes de la culture des castellieri. 
Leur origine a été rapprochée des paléovénètes dont les liens avec les Illyriens sont discutés en raison des sources trop fragmentaires. Quoi qu'il en soit, à la fin du Ier millénaire av. J.-C., ils étaient connus comme pirates et marchands maritimes, dans une zone qui s'étendait de l'Adriatique jusqu’à la mer Tyrrhénienne. Ils furent aussi signalés en Italie dans des ports comme Cumes ou Truentum à l’embouchure du Tronto. Selon Végèce, ils auraient appris aux romains l'art de la navigation et c'est d'eux que vient le nom des navires rapides liburne, adoptés comme navires de combat. 
Ils furent assujettis par les Romains au milieu du IIe siècle av. J.-C.

### Sources
- Virgile, Énéide, 1, 244.
- Pomponius Mela, Description de la terre, III, 2, 3, 12.
- Tite-Live, Histoire romaine, X, 2.
- Pline l'Ancien, Histoire naturelle, III, 141 et 152 ; et VIII, 191.
- Lucain, Guerre civile ou Pharsale, VIII, 38.